# Wells Fargo Center (Denver)
Wells Fargo Center je mrakodrap v Denveru ve státě Colorado. S 52 patry a výškou 213 m je třetí nejvyšší budovou ve státě. Byl navržen firmami Johnson/Burgee Architects a Morris-Aubry a dokončen byl v roce 1983. Budova stojí v ulici Lincoln Street. Většinu prostor zabírají kanceláře. V současnosti má v budově sídlo firma Wells Fargo.